# Mignon Remé
Mignon Remé (* 13. April 1966 in Wedel) ist eine deutsche Schauspielerin.

## Leben
Mignon Remé wurde als Tochter zweier Juristen geboren. Ihr Familienname Remé ist hugenottischen Ursprungs. Erste schauspielerische Erfahrungen machte sie in einer Kindertheatergruppe. Nach dem Abitur begann sie eine Schauspiel- und Tanzausbildung an der Hamburger Stage School of Dance and Drama. 1988 ging Remé nach New York City, wo von 1988 bis 1991 Schauspielstudien am Herbert Berghof Studio folgten;  Unterricht erhielt sie unter anderem bei Uta Hagen. Dort kam sie bei Lehrern wie John Monteith und Nancy Ponder auch erstmals mit dem Improvisationstheater in Berührung. In New York spielte sie auch Theater, so 1991 in Fräulein Julie.
Nach ihrer Rückkehr nach Deutschland (1992) übernahm sie einige Theaterrollen in Hamburg, unter anderem 1993/1994 am Theater Kampnagel unter der Regie von Thomas Matschoß. 1993 gründete sie gemeinsam mit Kirsten Sprick das Improvisationstheater „Hidden Shakespeare“, bei dem sie bis heute als Schauspielerin und Spielleiterin tätig ist. Mit dem Ensemble „Hidden Shakespeare“ gastierte sie unter anderem am Hamburger Schmidt Theater und an den Hamburger Kammerspielen. Sie nahm mit dem Ensemble an zahlreichen Improvisationstheater-Festivals teil, so in Berlin, Amsterdam, Kopenhagen, Seattle und Simbabwe. Von 1995 bis 2010 spielte sie regelmäßig beim Hamburger Jedermann in der Hamburger Speicherstadt. 1998 gastierte sie beim Steirischen Herbst in der Polit-Satire Sonyboys von Stephan Reichenberger und Jörg Metes.
Seit Mitte der 1990er Jahre übernahm sie auch Film- und Fernsehrollen. Sie hatte unter anderem Episodenrollen in den Fernsehserien Faust (1996), Zwei Männer am Herd (1999), Doppelter Einsatz (2000), St. Angela (2000), Alarm für Cobra 11 – Die Autobahnpolizei (2006), Küstenwache (2007), Notruf Hafenkante (2008) und Da kommt Kalle (2009).
Durchgehende Serienhauptrollen spielte sie in der Sat.1-Fußballserie Freunde für immer – Das Leben ist rund (2006) unter der Regie von Sönke Wortmann und in der historischen Sat.1-Fernsehserie Unter den Linden – Das Haus Gravenhorst (2006). Darin verkörperte sie in der Rolle der Charlotte Gravenhorst die versnobte Gattin und das weibliche Familienoberhaupt einer Berliner Schokoladendynastie zu Beginn des 20. Jahrhunderts.
2010 war sie als attraktive Schwimmlehrerin Sandra in der ZDF-Krimiserie Stubbe – Von Fall zu Fall zu sehen; sie hatte darin mit Stubbe (Wolfgang Stumph) eine erotische Liebesszene im Pool. In der ZDF-Krimireihe Wilsberg übernahm sie 2010 in der Episode Bullenball die Rolle der Frisörin Irmgard Köhler, die ein dunkles Geheimnis mit dem Vater des männlichen Mordopfers verbindet. Das ZDF besetzte Remé auch in der Rolle der rücksichtslosen Bürgermeisterin Melissa Teerpack in der Katie-Fforde-Verfilmung Zum Teufel mit David (2011). 2012/2013 war Remé in der ARD-Fernsehserie Rote Rosen in einer wiederkehrenden Rolle zu sehen; sie spielte Claudia Mertens, die Mutter von einer der Hauptfiguren, Sönke Mertens (Bo Hansen).
Weitere Episodenrollen hatte sie auch in den Fernsehserien SOKO Köln (2014; als Ehefrau und Mutter Charlotte Dohmen) und Notruf Hafenkante (2016, als Zeugin Sigrun Klatt).
Für ihre schauspielerische Leistung in dem Kurzfilm Der Mungo wurde sie 2007 beim Internationalen Kurzfilm-Festival in Budapest (BUSHO) als „Beste Schauspielerin“ ausgezeichnet.
Remé lebt in Hamburg.

## Filmografie (Auswahl)
- 1995: Um die dreißig (Fernsehserie)
- 1997: Die Feuerengel (Fernsehserie, Folge Anfang und Ende)
- 1998: Der Campus
- 1999: Nicht ohne meine Eltern (Fernsehfilm)
- 1999–2001: Zwei Männer am Herd (Fernsehserie, 8 Folgen)
- 2000: Doppelter Einsatz (Fernsehserie, Folge Wettlauf mit dem Tod)
- 2001: St. Angela (Fernsehserie, Folge Nicht mit mir)
- 2005: Der Ermittler (Fernsehserie, Folge Willkommen in der Hölle)
- 2006: Freunde für immer – Das Leben ist rund (Fernsehserie, 3 Folgen)
- 2006: Unter den Linden – Das Haus Gravenhorst (Fernsehserie, 13 Folgen)
- 2007: Der Mungo (Kurzfilm)
- 2007: Küstenwache (Fernsehserie, Folge Schleichender Tod)
- 2008: Notruf Hafenkante (Fernsehserie, Folge Herz an Herz)
- 2009: Da kommt Kalle (Fernsehserie, Folge Camping unter Freunden)
- 2009: Schatten der Gerechtigkeit (Fernsehfilm)
- 2010: Stubbe – Von Fall zu Fall: Gegen den Strom (Fernsehreihe)
- 2010: Wilsberg: Bullenball (Fernsehreihe)
- 2011: Katie Fforde: Zum Teufel mit David (Fernsehreihe)
- 2011: Küstenwache (Fernsehserie, Folge Der Fluch von Vineta)
- 2012: Stralsund: Blutige Fährte (Fernsehreihe)
- 2012–2013: Rote Rosen (Fernsehserie)
- 2014: SOKO Köln (Fernsehserie, Folge Väter und Söhne)
- 2018: SOKO Köln (Fernsehserie, Folge Die Boule-Bande)
- 2020: Katie Fforde: Für immer Mama (Fernsehreihe)
- 2021: Landjäger
- 2021: Großstadtrevier (Fernsehserie, Folge Niemand darf es wissen)
- 2023: Friesland: Landfluchten (Fernsehreihe)
- 2024: SOKO Hamburg (Fernsehserie, Folge Der letzte Aufschlag)
- 2024: Die stillen Mörder